# Fernald (Iowa)
Pour les articles homonymes, voir Fernald.
Fernald est une communauté non constituée en municipalité, du comté de Story en Iowa, aux États-Unis.
Les bureaux de la poste sont inaugurés à Fernald en 1903 et sont fermés en 1955.

## Source de la traduction
- (en) Cet article est partiellement ou en totalité issu de l’article de Wikipédia en anglais intitulé « Fernald, Iowa » (voir la liste des auteurs).